# Ginette Leclerc
Ginette Leclerc (eigentlich Genevieve Lucie Menut; * 9. Februar 1912 in Paris; † 2. Januar 1992 ebenda) war eine französische Schauspielerin.

## Leben
Die Tochter von Louis Menut und Suzanne Fauth begann als Modell für Postkartenfotografien und war seit Anfang der 1930er Jahre Theaterschauspielerin, Conférencier in Revuen und erhielt erste Filmrollen als Komparsin.
Bekannt wurde sie besonders 1938 als liederliche Bäckersfrau in Des anderen Weib und 1943 als Vamp in Henri-Georges Clouzots Film Der Rabe. Da sie während der Besatzungszeit kontinuierlich für die von den Nazis kontrollierte Filmgesellschaft Continental arbeitete, wurde sie nach der Befreiung Frankreichs 1944 zwei Jahre boykottiert. Leclerc stand auf der am 4. September 1945 von der Résistance-Organisation Front national veröffentlichten Liste von Kollaborateuren im Kulturbetrieb unter der deutschen Besatzung Frankreichs im Zweiten Weltkrieg.
Danach setzte sie ihre Filmkarriere fort, wandte sich aber auch wieder verstärkt der Bühne zu. Dort spielte sie unter anderem in Die Katze auf dem heißen Blechdach sowie in den Sartre-Stücken Die ehrbare Dirne und Geschlossene Gesellschaft.
Ein schwerer Knochenbruch 1984 hatte zur Folge, dass sie ihren Schauspielerberuf aufgeben musste und auf einen Rollstuhl angewiesen war. Sie war von 1930 bis zur Scheidung 1939 mit dem Tänzer Lucien Leclerc verheiratet und später zehn Jahre mit dem Schauspieler Lucien Gallas liiert.

## Filmografie (Auswahl)
- 1932: Die Dame vom Maxim (La dame de chez Maxim's)
- 1933: Der seltsame Alte (Cette vieille canaille)
- 1935: Schlafwagen Paris – Toulon (Fanfare d'amour)
- 1936: Rausch einer Nacht (La peur)
- 1938: Des anderen Weib (La femme du boulanger)
- 1939: So ist das Leben (Métropolitain)
- 1940: Irrlichter der Grenze (L'empreinte du Dieu)
- 1942: Im Fieber der Liebe (Fièvres)
- 1943: Der Rabe (Le corbeau)
- 1948: Kutsche Nr. 13 (Il fiacre N. 13)
- 1950: Ein einsamer Mann in der Stadt (Un homme marche dans la ville)
- 1950: Gangster der Luft (Les aventuriers de l'air)
- 1952: Pläsier (Le plaisir)
- 1952: Schmuggler am Werk (La maison dans la dune)
- 1955: Nächte in Lissabon (Les amants du Tage)
- 1955: Gas-Oil (Gas-Oil)
- 1956: Die Bande der Ehrlichen (La banda degli onesti)
- 1958–81: Die Fälle des Monsieur Cabrol (Les cinq dernières minutes, vier Folgen)
- 1960: Tödliche Begegnung (Les magiciennes)
- 1961: Der Herr mit den Millionen (Le cave se rebiffe)
- 1965: Und die Wälder werden schweigen (Le chant du monde)
- 1968: Vöglein, Vöglein an der Wand (Le grand cérémonial)
- 1970: Wendekreis des Krebses (Tropic of Cancer)
- 1970: Der Ball des Comte d’Orgel (Le bal du comte d’Orgel)
- 1971: Die Hölle am Ende der Welt (Popsy Pop)
- 1972: Das fünfblättrige Kleeblatt (Le trefle à cinq feuilles)
- 1973: Durch Paris mit Ach und Krach (Elle court, elle court la banlieue)
- 1973: Auch die Engel essen Linsen (La belle affaire)
- 1978: Die Barrikade von Point du Jour (La barricade du Point du Jour)